# Star Fleet Project
Star Fleet Project é um trabalho musical de Brian May, músico mundialmente conhecido por ter sido fundador e guitarrista da banda britânica de rock Queen. Projeto lançado como Brian May + Friends, contém a participação do guitarrista Eddie Van Halen, o baterista Alan Gratzer (do REO Speedwagon), Phil Chen (baixista que tocou com Jeff Beck e Rod Stewart) e Fred Mandel (que gravou com o Queen e o Pink Floyd). Roger Taylor, baterista do Queen, fez backing vocal para a canção-título do álbum.

## Faixas
1. "Star Fleet" (Bliss/arr. May) 8:04
2. "Let Me Out" (May) 7:13
3. "Blues Breaker" (May/Van Halen/Gratzer/Chen/Mandel) 12:41

## Ficha técnica
- Brian May – guitarra, vocal
- Eddie Van Halen – guitarra, backing vocals
- Alan Gratzer – bateria
- Phil Chen – baixo
- Fred Mandel – teclados
- Roger Taylor – backing vocals em "Star Fleet"